# 相原村
相原村（あいはらむら）は、1889年（明治22年）から1941年（昭和16年）にかけて神奈川県高座郡に存在した町村制による自治体である。
現在は相模原市緑区および中央区の一部である。

## 概要
1889年（明治22年）4月1日、町村制の施行により高座郡相原村、橋本村、小山村、清兵衛新田が合併しして発足した。旧村を引き継ぐ4大字（相原、橋本、小山、清兵衛新田）が編成され、村役場は橋本におかれた。
橋本村および小山村は江戸時代初期の1646年（正保3年）に相原村から分村したものであり、清兵衛新田は天保年間末期に始まる新田開発によって小山村から分離したものなので、明治の大合併で発足した「相原村」は江戸時代初期の相原村を再現したものとも言える。ただし橋本村、小山村と同時に相原村から分村した下九沢村は明治の大合併に際して大沢村の一部となったので、明治の相原村の方が江戸初期の相原村よりも小さい。
境川をはさんで南多摩郡堺村（現町田市）と接し、当村西部の大字相原、橋本は同村の大字相原と、当村東部の大字小山は同村の大字小山と相対する。
1941年（昭和16年）4月29日、高座郡上溝町、座間町、大野村、大沢村、田名村、麻溝村、新磯村と合併して高座郡相模原町の一部となった。

## 地理・歴史
北に隣接する東京府南多摩郡堺村との境界をなす境川に沿って細長い氾濫原が広がるほかは、村域の大半を相模原台地が占め、両者の間に段丘崖が伸びる。古くからの集落はこの段丘崖の周辺に分布する。大山道（八王子往還、現国道16号旧道）が村域を南北に横断し、この街道に沿って橋本の旧集落が発達した。相模原台地上の平坦面は清兵衛新田など江戸時代末期以降の新田開発を経て畑地化され、昭和初期まで養蚕業の発展を背景に桑畑が全域に展開した。
1908年（明治41年）、東神奈川駅と八王子駅を結ぶ横浜鉄道（現JR横浜線）が敷設された。当初は当村域内には駅を設けずに通過するのみで、隣接する東京府南多摩郡堺村相原に当村も駅勢圏に想定した相原駅を設ける計画であったが、橋本地区を中心とする住民の運動により当村内の橋本に橋本駅を設置することが決まり、開通と同時に橋本・相原の両駅がともに開業した。橋本駅の開業により橋本地区は当村内だけでなく中野など津久井郡南部方面への玄関口として役割も担うようになり、大正後期以降のバス交通の発達とともに高座郡北部や津久井郡南部への路線バスが橋本駅から発着して神奈川県北部の交通結節点として発展することとなった。1931年（昭和6年）には相模鉄道（現JR相模線）が橋本まで延伸開業し、1932年（昭和7年）に同線上の清兵衛新田に大河原駅（相模町駅を経て現南橋本駅）が開業した。
1923年（大正12年）4月、橋本駅の南側に神奈川県立農蚕学校が開校し、1930年（昭和5年）には神奈川県立相原農蚕学校と改称した（現神奈川県立相原高等学校）。この校名は所在地が相原村に属することによる。
1938年（昭和13年）、当村内の小山から東に隣接する大野村上矢部および矢部新田にかけた区域に陸軍の相模兵器製造所（1940年（昭和15年）に相模陸軍造兵廠と改称）が開設された（現米軍相模総合補給廠ほか）。これに合わせて、同施設を中核とする人口10万人規模の計画都市の建設が構想され（相模原軍都計画）、隣接する大野村と上溝町にまたがる区域が都市計画区域に指定されて神奈川県が主体となり大規模な区画整理事業が着手された。3町村の境界が交わる区域は軍都の中心地区とされ、この中心地区に近く陸軍造兵廠に隣接する横浜線上に軍都の中心駅として相模原駅が設置された（1940年（昭和16年）4月）。1945年（昭和20年）の敗戦により軍都計画は挫折したが、区画整理事業は戦後も継続して行われ、相模原市の中心地区となる基盤となった。
1941年4月29日の合併により相模原町の一部となり、1954年（昭和29年）11月20日の市制により相模原市の一部となった。相模原町および相模原市においては元の当村の領域については「橋本地区」という呼称を用いることがあり、「相原」という呼称は大字相原または住居表示後の新町名である相原一〜六丁目の区域に限定して用いられることがある。

## 沿革
- 1889年（明治22年）4月1日 - 町村制の施行により、相原村・橋本村・小山村・清兵衛新田が合併し、相原村が発足する。
- 1908年（明治41年）9月23日 - 横浜鉄道（現東日本旅客鉄道（JR東日本）横浜線）が敷設され、村域に橋本駅が開設される。
- 1923年（大正12年）4月 - 神奈川県立農蚕学校が開校される（1930年に神奈川県立相原農蚕学校、1948年に神奈川県立相原農蚕高等学校、1954年に神奈川県立相原高等学校と改称）。
- 1931年（昭和6年） 4月29日 - 相模鉄道（現東日本旅客鉄道（JR東日本）相模線）が橋本駅まで延伸開業する。
- 1932年（昭和7年） 11月1日 - 相模鉄道大河原駅（現南橋本駅）が開業する。
- 1938年（昭和13年） 陸軍相模兵器製造所が開設される（1940年に相模陸軍造兵廠と改称）。
- 1941年（昭和16年）4月1日 - 横浜線相模原駅が開業する。
- 1941年（昭和16年）4月29日　- 高座郡麻溝村・新磯村・大沢村・大野村・上溝町・座間町・田名村との新設合併により相模原町が発足する。相原村役場は相模原町橋本出張所となる。
- 1948年（昭和23年）9月1日 - 旧座間町の区域が分立し、高座郡座間町が再置される。
- 1954年（昭和29年）11月20日 - 相模原町が市制施行して相模原市となる。

## 教育

### 学校
- 旭国民学校（1902年 橋本地区尋常高等相原小学校として創設、1903年 相原村尋常高等旭小学校と改称、1941年 相原村旭国民学校と改称、現相模原市立旭小学校）
  - 第一分教場（現相模原市立相原小学校）
  - 第二分教場（現相模原市立向陽小学校）
- 旭青年学校（1936年 旭小学校に併設して開校、1947年廃校）
- 神奈川県立相原農蚕学校（1923年 神奈川県立農蚕学校として開校、1930年改称、現神奈川県立相原高等学校）

## 交通

### 鉄道
- 鉄道省
  - 横浜線（現東日本旅客鉄道（JR東日本）横浜線）
    - 橋本駅（1908年開業）
    - 相模原駅（1941年開業）
- 相模鉄道
  - 相模線（現東日本旅客鉄道（JR東日本）相模線）
    - 相模町駅（1932年 大河原駅として開業、1940年 改称、現南橋本駅）
    - 橋本駅（1931年乗り入れ）

### バス
（1934年〈昭和9年〉頃）
- 橋本駅 - 大島
- 橋本駅 - 中野
- 橋本駅 - 鳥屋（とや）
- 橋本駅 - 八王子
- 橋本駅 -（中野経由）- 厚木
- 橋本駅 -（溝経由）- 厚木
- 橋本駅 - 上溝
- 橋本駅 - 田名

## 出身・ゆかりのある人物
- 相沢菊太郎（村長。橋本駅開設や相模農蚕学校の誘致に尽力。）
- 相澤茂治（橋本郵便局長、地主）[2]